# سوني إريكسون C905
سوني إريكسون C905 (بالإنجليزية: Sony Ericsson C905)‏ هو هاتف محمول من سوني موبايل كوميونيكيشنز، تم طرحه في الأسواق في 22 أكتوبر 2008.

## معرض صور

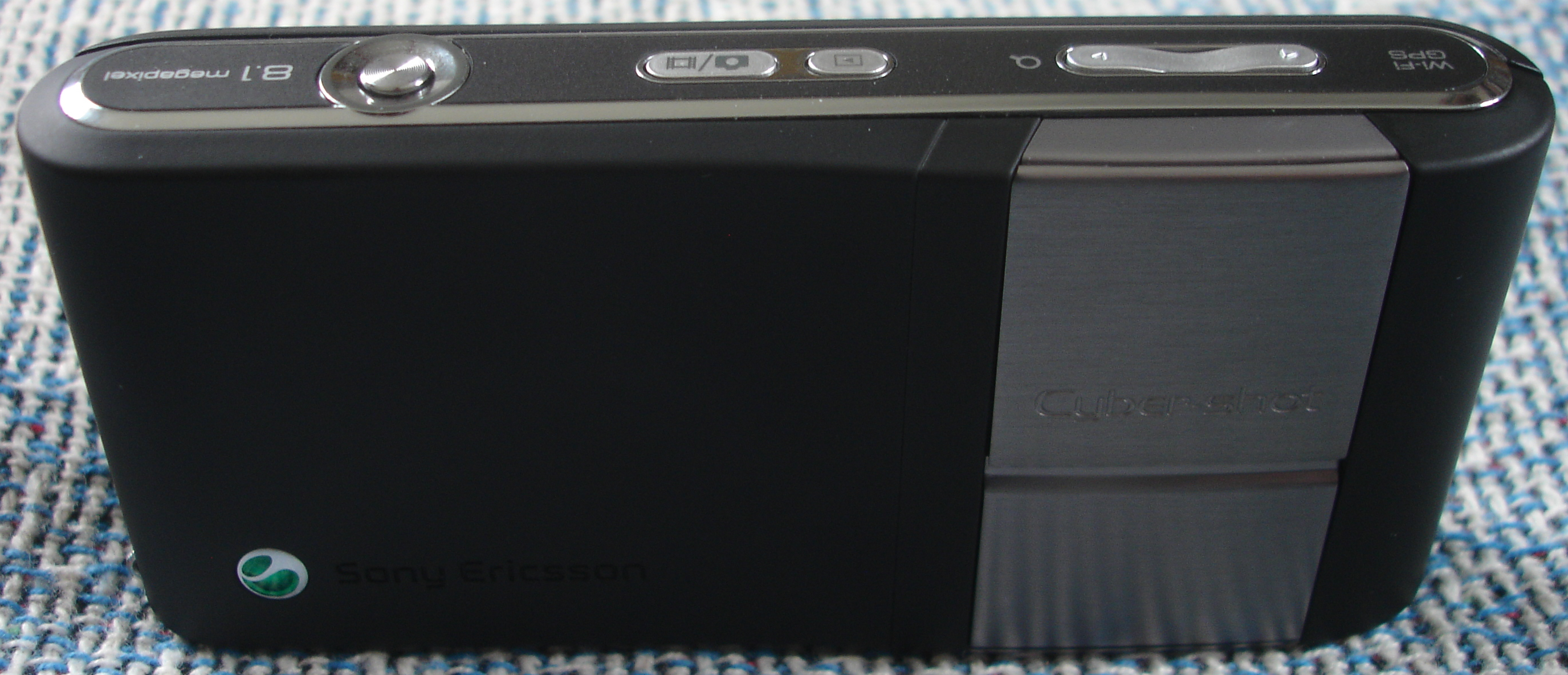
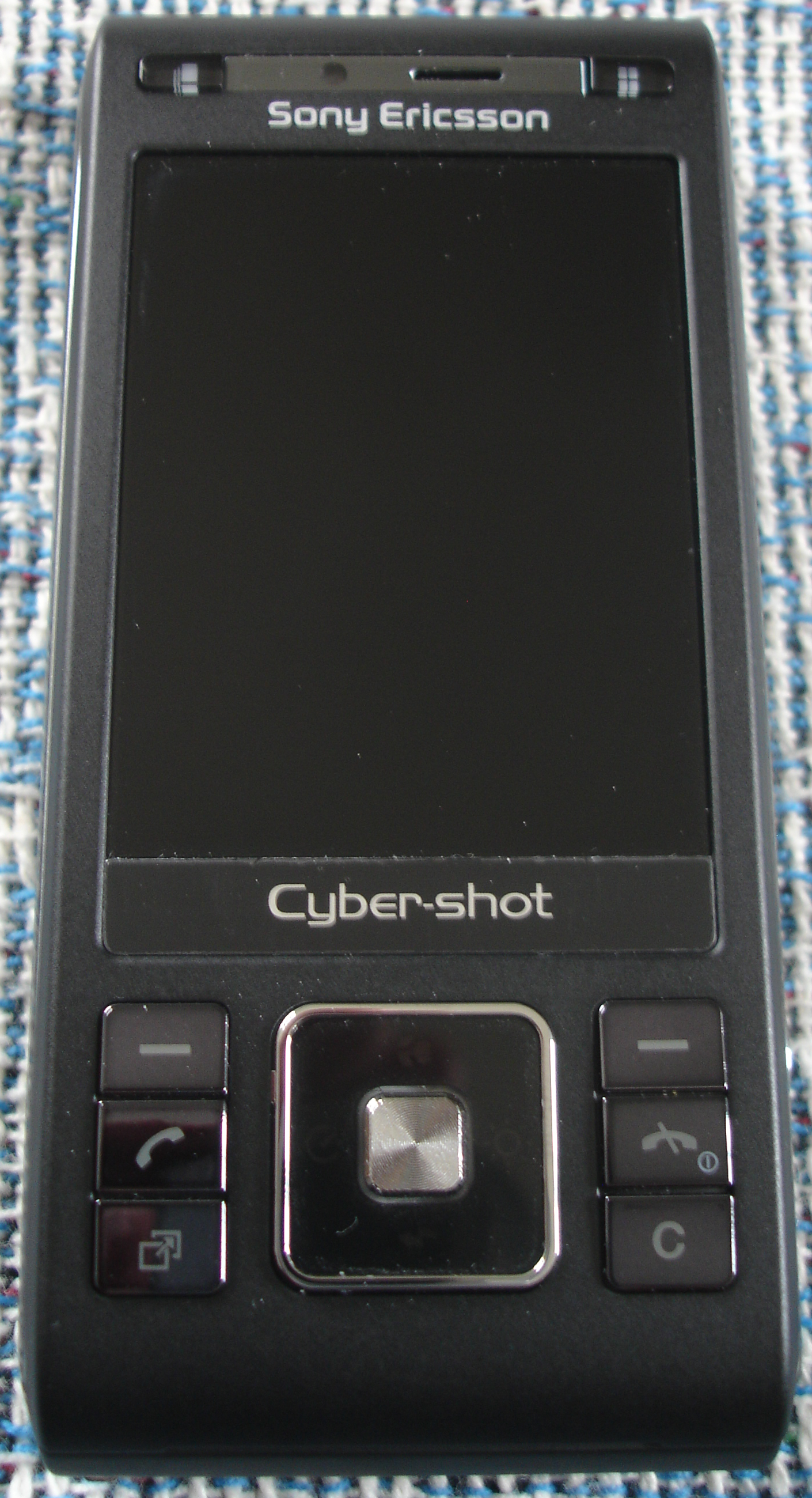
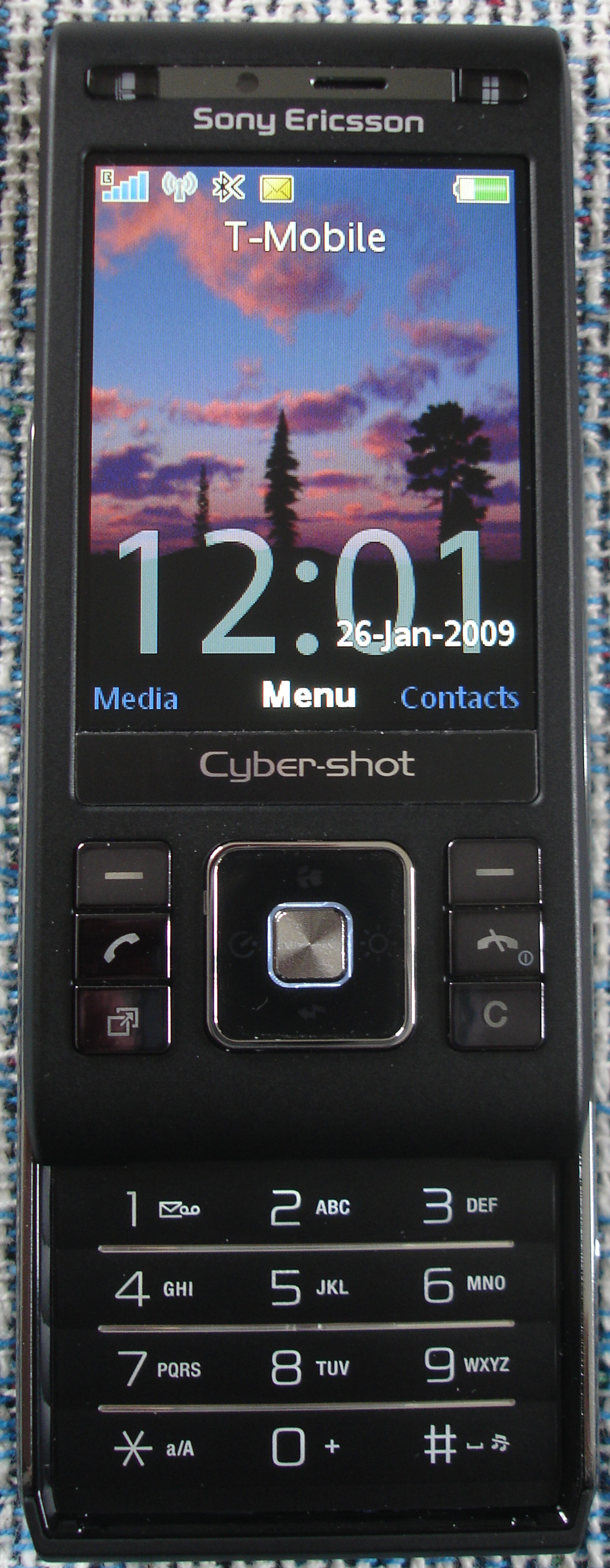
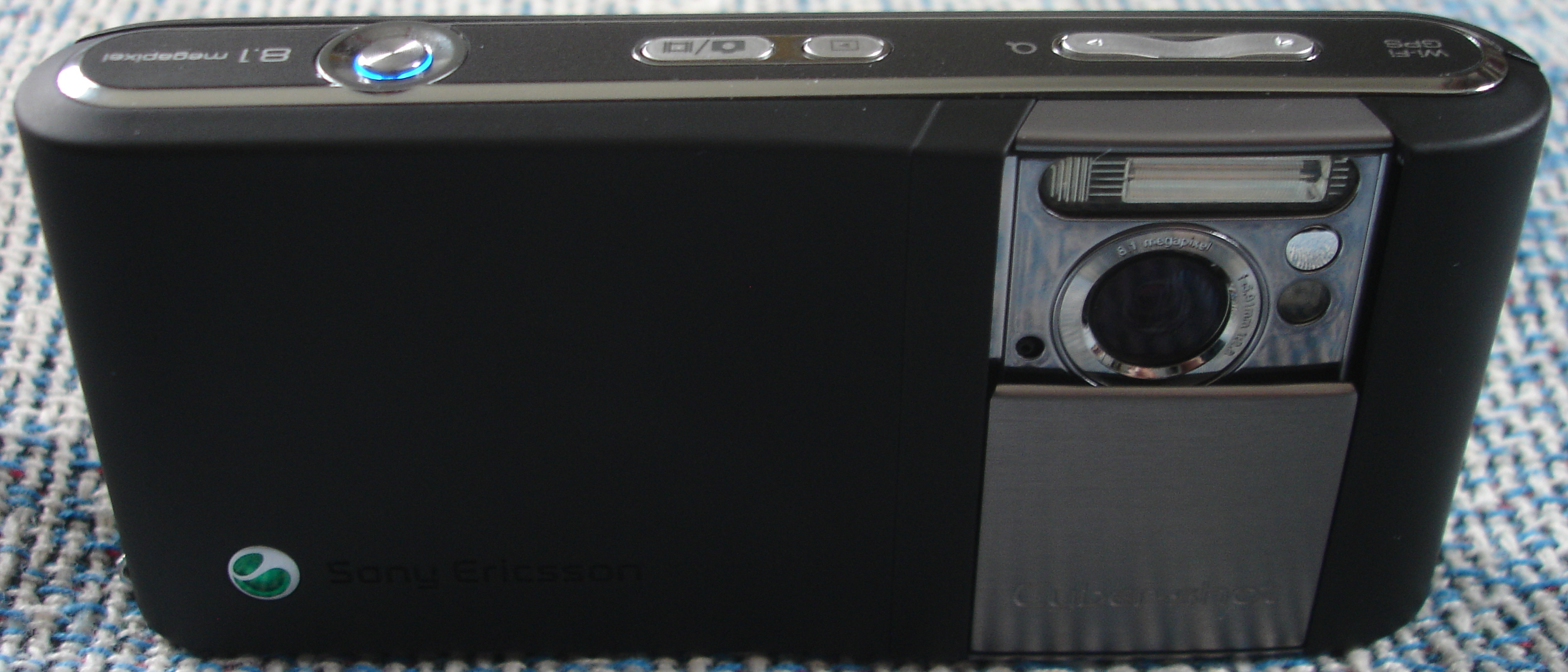

## الخصائص
- الكاميرا الخلفية: 8.1 ميجابكسل
- الشاشة: إل سي دي 240×320
- الوزن: 136.0 غرام